# A Hymn of Homelessness
A Hymn of Homelessness är en psalm vars text är skriven av Fred Kaan. Musiken är skriven av Gunnel Mauritzson. 
Musikarrangemanget i Psalmer i 2000-talets koralbok är gjort av Britta Snickars.

## Publicerad som
- Nr 860 i Psalmer i 2000-talet under rubriken "Jesus Kristus - människors räddning".